# 蜜蜂花
蜜蜂花是唇形科蜜蜂花属多年生草本植物，分布于西藏、云南、四川、贵州、陕西南部、湖北西部、湖南西部、江西南部、广东北部、广西北部、台湾、印度东北部、尼泊尔以及东南亚。